# Maciejów (Łódź)
Maciejów [pronunciación en polaco: /maˈt͡ɕejuf/] es un pueblo ubicado en el distrito administrativo de Gmina Zgierz, dentro del condado de Zgierz, Voivodato de Łódź, en el centro de Polonia. Se encuentra a unos 3 kilómetros al noreste de Zgierz y a 10 kilómetros al norte de la capital regional Łódź.